# Fujiwara no Yukinari
Fujiwara no Yukinari est un nom japonais traditionnel ; le nom de famille (ou le nom d'école), Fujiwara, précède donc le prénom (ou le nom d'artiste).
Fujiwara no Yukinari (藤原 行成), (972 - 3 janvier 1027) est un calligraphe japonais (shodoka) de l'époque de Heian. Ses prouesses dans son art le font nommer un des exceptionnels sanseki 三跡 « trois traces (de pinceau) », avec Ono no Michikaze et Fujiwara no Sukemasa.

## Biographie
Yukinari est le fils d'un courtisan du nom de Fujiwara no Yoshitaka. Après la mort prématurée de sa mère, il est élevé par son grand-père, le prince Kanenori. Yukinari a une carrière assez réussie en tant que fonctionnaire de la cour, servant comme conseiller principal. Yukinari améliore encore le style de calligraphie japonaise wayoshodo 和様書道 et fait montre d'un grand respect vis-à-vis de son fondateur, Ono no Michikaze (894-966). Il mentionne même dans son journal, Gonki, qu'il a fait un rêve où il rencontre Michikaze de qui il apprend la calligraphie. 
Yukinari est connu pour être un maître du kana. Son style est doux et facile à imiter, ses lignes sont délicates et exquises ce qui donne des caractères très élégants. Fujiwara Yukinari est considéré comme le fondateur de la lignée « Sesonji » de calligraphie, qui devient plus tard la tradition dominante de la calligraphie wayo (和様). Ses œuvres qui nous sont parvenues sont écrites le plus souvent en mana (caractères chinois utilisé comme unité de signification) en gyosho (en) ou sosho.

## Œuvre
Une de ses œuvres les plus connues est le rouleau des huit poèmes du soixante-cinquième volume de l'anthologie poétique de Bai Juyi. Il compose ce chef-d'œuvre en 1018 à l'âge de quarante-sept ans. Le rouleau est réalisé en assemblant neuf morceaux de papier spécialement préparés appelés ryoshi, ensuite teints en brun clair, bordeaux et autres nuances. Ce rouleau est particulièrement prisé par l'empereur Fushimi (règne de 1288 à 1298), ainsi qu'en atteste le colophon sur les coutures au dos du papier. Le rouleau est actuellement conservé au musée national de Tokyo.

## Source de la traduction
- (en) Cet article est partiellement ou en totalité issu de l’article de Wikipédia en anglais intitulé « Fujiwara no Yukinari » (voir la liste des auteurs).

- VIAF
- ISNI
- IdRef
- LCCN
- GND
- Japon
- CiNii
- Pays-Bas
- WorldCat